# The Smurfs (игра)
The Smurfs — мультиплатформенная видеоигра в жанре платформер. Основывается на комиксе о приключениях смурфов. Является частью серии The Smurfs.
В 2002 году игра была портирована на карманную консоль Game Boy Advance под названием The Revenge of the Smurfs.

## Сюжет
По сюжетной линии версии игры сходны между собой.
Гаргамель, давний враг смурфов, похитил трёх жителей деревни. Смурф по имени Силач отправляется спасти своих товарищей.

## Игровой процесс
В игре предстоит играть за Силача, одного из жителей деревни смурфов. Герою нужно пройти несколько уровней, собирая различные предметы, преодолевая препятствия и уничтожая врагов.
Уровни представляют собой замкнутые локации. Как и в большинстве платформеров, графически они выполнены с применением двухмерной графики: для персонажей использована спрайтовая графика, для дизайна уровней — тайловая. Прокрутка игровых экранов осуществляется посредством горизонтального сайд-скроллинга.
На уровнях расположены препятствия (пропасти, молнии, водные преграды), противники (другие смурфы, монстры) и полезные предметы, влияющие на количество игровых очков (звезды, ягоды, листья) и увеличивающие количество жизней и здоровья (изображение смурфа). На каждый уровень выдаётся определённое количество времени.
В конце некоторых уровней находятся боссы — особо сильные противники. После уничтожения каждого из боссов остаётся ключ, с помощью которого можно открыть клетку, где находится очередной смурф.
Персонаж может уничтожать противников посредством прыжка сверху. При этом некоторых противников нельзя уничтожить.
Некоторые из полезных предметов заключны в «контейнеры» (грибы). Чтобы добраться до предмета, нужно разбить контейнер.
В игре присутствуют логические элементы: например, на четвёртом уровне, чтобы разрушить препятствие, преграждающее путь, необходимо воспользоваться специальным предметом (бомбой-подарком).

## Оценки
| Агрегатор       | Оценка |
| --------------- | ------ |
| Gamespot        | 7/10   |
| GameRanking.com | 80/100 |
| MobyGames       | 3.7/5  |